# Gran Premio di superbike di Brainerd 1989
Il Gran Premio di superbike di Brainerd 1989, quarta prova del campionato mondiale Superbike 1989, è stato disputato l'11 giugno sul Brainerd International Raceway e ha visto la vittoria di Raymond Roche in gara 1 davanti a Fabrizio Pirovano e Stéphane Mertens, lo stesso pilota si è ripetuto anche nella gara 2 precedendo Mertens e Fred Merkel.

## Risultati

### Gara 1
Fonti:

#### Arrivati al traguardo
| Pos. | Nº | Pilota                | Squadra                          | Motocicletta | Giri | Tempo     | Griglia | Punti |
| ---- | -- | --------------------- | -------------------------------- | ------------ | ---- | --------- | ------- | ----- |
| 1º   | 27 | Raymond Roche         | Squadra Corse Ducati Lucchinelli | Ducati       | 20   | 35:08.368 | 2º      | 20    |
| 2º   | 2  | Fabrizio Pirovano     | Pirovano Racing                  | Yamaha       | 20   | +0:00.695 | 3º      | 17    |
| 3º   | 4  | Stéphane Mertens      | Total / Bel-Ray / Team Mediares  | Honda        | 20   | +0:01.057 | 6º      | 15    |
| 4º   | 1  | Fred Merkel           | R.C.M. - Oscar Rumi              | Honda        | 20   | +0:01.208 | 1º      | 13    |
| 5º   | 10 | Terry Rymer           | Loctite Yamaha                   | Yamaha       | 20   | +0:08.653 | 4º      | 11    |
| 6º   | 26 | Baldassarre Monti     | Squadra Corse Ducati Lucchinelli | Ducati       | 20   | +0:19.855 | 8º      | 10    |
| 7º   | 76 | Mike Baldwin          | Bimota Experience                | Bimota       | 20   | +0:19.985 | 10º     | 9     |
| 8º   | 24 | Anders Andersson      | Yamaha Sweden                    | Yamaha       | 20   | +0:27.162 | 13º     | 8     |
| 9º   | 47 | Tom Douglas           | Dicom Express / Yamaha Canada    | Yamaha       | 20   | +0:31.286 | 15º     | 7     |
| 10º  | 64 | Reuben McMurter       | Action Accessories Honda         | Honda        | 20   | +0:38.864 | 12º     | 6     |
| 11º  | 72 | Fabio Biliotti        | Bimota Experience                | Bimota       | 20   | +0:49.509 | 16º     | 5     |
| 12º  | 8  | Gary Goodfellow       | Don Knit / Yoshimura-Suzuki      | Suzuki       | 20   | +0:51.336 | 11º     | 4     |
| 13º  | 30 | Marino Fabbri         | Moto Club Paolo Tordi            | Bimota       | 20   | +0:53.042 | 22º     | 3     |
| 14º  | 44 | René Delaby           |                                  | Honda        | 20   | +1:27.603 | 20º     | 2     |
| 15º  | 82 | Scott Russell         |                                  | Suzuki       | 19   | +1 giro   | 24º     | 1     |
| 16º  | 71 | Carry Andrew          |                                  | Suzuki       | 19   | +1 giro   | 27º     |       |
| 17º  | 28 | Johan Van Vaerenbergh | Kawasaki Belgium                 | Kawasaki     | 19   | +1 giro   | 31º     |       |
| 18º  | 40 | Ottis Lance           | Taylor Racing                    | Suzuki       | 19   | +1 giro   | 30º     |       |
| 19º  | 50 | John Jacob            |                                  | Yamaha       | 19   | +1 giro   | 33º     |       |
| 20º  | 57 | Eric Moe              |                                  | Suzuki       | 19   | +1 giro   | 32º     |       |
| 21º  | 33 | Tom Kipp              |                                  | Yamaha       | 18   | +2 giri   | 25º     |       |

#### Ritirati
| Nº | Pilota              | Squadra                             | Motocicletta | Giri | Griglia |
| -- | ------------------- | ----------------------------------- | ------------ | ---- | ------- |
| 21 | Paul Iddon          | Team Krauser                        | Yamaha       | 17   | 19º     |
| 3  | Davide Tardozzi     | Speed Shadows Racing                | Bimota       | 17   | 17º     |
| 77 | Giancarlo Falappa   | Bimota Experience                   | Bimota       | 15   | 5º      |
| 53 | Ricky Orlando       |                                     | Suzuki       | 10   | 35º     |
| 58 | Todd Strang         | Bell Industries / J&J Sports Center | Yamaha       | 8    | 28º     |
| 52 | Dale Quarterley     | Fast by Ferracci                    | Ducati       | 7    | 21º     |
| 19 | Jari Suhonen        | Arwidson Yamaha                     | Yamaha       | 6    | 9º      |
| 35 | Wolfgang Von Muralt | Honda Suisse                        | Honda        | 6    | 18º     |
| 88 | Mike Harth          |                                     | Suzuki       | 5    | 29º     |
| 41 | Jeffrey Harder      |                                     | Suzuki       | 4    | 36º     |
| 25 | David Sadowski      | Vance & Hines                       | Suzuki       | 1    | 26º     |

#### Squalificato
| Nº | Pilota         | Motocicletta | Motivo                | Griglia |
| -- | -------------- | ------------ | --------------------- | ------- |
| 67 | Richard Arnaiz | Yamaha       | irregolarità tecniche | 14º     |

### Gara 2
Fonti:

#### Arrivati al traguardo
| Pos. | Nº | Pilota                | Squadra                          | Motocicletta | Giri | Tempo     | Griglia | Punti |
| ---- | -- | --------------------- | -------------------------------- | ------------ | ---- | --------- | ------- | ----- |
| 1º   | 27 | Raymond Roche         | Squadra Corse Ducati Lucchinelli | Ducati       | 20   | 35:06.251 | 2º      | 20    |
| 2º   | 4  | Stéphane Mertens      | Total / Bel-Ray / Team Mediares  | Honda        | 20   | +0:00.815 | 6º      | 17    |
| 3º   | 1  | Fred Merkel           | R.C.M. - Oscar Rumi              | Honda        | 20   | +0:03.491 | 1º      | 15    |
| 4º   | 2  | Fabrizio Pirovano     | Pirovano Racing                  | Yamaha       | 20   | +0:15.927 | 3º      | 13    |
| 5º   | 10 | Terry Rymer           | Loctite Yamaha                   | Yamaha       | 20   | +0:20.097 | 4º      | 11    |
| 6º   | 26 | Baldassarre Monti     | Squadra Corse Ducati Lucchinelli | Ducati       | 20   | +0:23.977 | 8º      | 10    |
| 7º   | 24 | Anders Andersson      | Yamaha Sweden                    | Yamaha       | 20   | +0:24.439 | 13º     | 9     |
| 8º   | 72 | Fabio Biliotti        | Bimota Experience                | Bimota       | 20   | +0:25.837 | 16º     | 8     |
| 9º   | 47 | Tom Douglas           | Dicom Express / Yamaha Canada    | Yamaha       | 20   | +0:26.739 | 15º     | 7     |
| 10º  | 8  | Gary Goodfellow       | Don Knit / Yoshimura-Suzuki      | Suzuki       | 20   | +0:47.050 | 11º     | 6     |
| 11º  | 3  | Davide Tardozzi       | Speed Shadows Racing             | Bimota       | 20   | +0:48.166 | 17º     | 5     |
| 12º  | 32 | Doug Chandler         | Kawasaki Muzzy's                 | Kawasaki     | 20   | +1:10.959 | 23º     | 4     |
| 13º  | 44 | René Delaby           |                                  | Honda        | 20   | +1:12.442 | 20º     | 3     |
| 14º  | 30 | Marino Fabbri         | Moto Club Paolo Tordi            | Bimota       | 20   | +1:16.241 | 22º     | 2     |
| 15º  | 35 | Wolfgang Von Muralt   | Honda Suisse                     | Honda        | 20   | +1:16.938 | 18º     | 1     |
| 16º  | 25 | David Sadowski        | Vance & Hines                    | Suzuki       | 20   | +1:28.262 | 26º     |       |
| 17º  | 82 | Scott Russell         |                                  | Suzuki       | 19   | +1 giro   | 24º     |       |
| 18º  | 71 | Carry Andrew          |                                  | Suzuki       | 19   | +1 giro   | 27º     |       |
| 19º  | 28 | Johan Van Vaerenbergh | Kawasaki Belgium                 | Kawasaki     | 19   | +1 giro   | 31º     |       |
| 20º  | 40 | Ottis Lance           | Taylor Racing                    | Suzuki       | 19   | +1 giro   | 30º     |       |
| 21º  | 50 | John Jacob            |                                  | Yamaha       | 19   | +1 giro   | 33º     |       |
| 22º  | 41 | Jeffrey Harder        |                                  | Suzuki       | 19   | +1 giro   | 36º     |       |

#### Ritirati
| Nº | Pilota            | Squadra                  | Motocicletta | Giri | Griglia |
| -- | ----------------- | ------------------------ | ------------ | ---- | ------- |
| 76 | Mike Baldwin      | Bimota Experience        | Bimota       | 13   | 10º     |
| 53 | Ricky Orlando     |                          | Suzuki       | 12   | 35º     |
| 33 | Tom Kipp          |                          | Yamaha       | 6    | 25º     |
| 88 | Mike Harth        |                          | Suzuki       | 5    | 29º     |
| 64 | Reuben McMurter   | Action Accessories Honda | Honda        | 2    | 12º     |
| 67 | Richard Arnaiz    |                          | Yamaha       | 2    | 14º     |
| 77 | Giancarlo Falappa | Bimota Experience        | Bimota       | 2    | 5º      |